# آدامو کولیبالی
آدامو کولیبالی (انگلیسی: Adamo Coulibaly؛ زادهٔ ۱۴ اوت ۱۹۸۱) بازیکن فوتبال اهل فرانسه است.
از باشگاه‌هایی که در آن بازی کرده‌است می‌توان به باشگاه فوتبال لانس، باشگاه فوتبال رویال آنتورپ، باشگاه فوتبال دبرتسنی، و باشگاه فوتبال سنت ترویدنس اشاره کرد.